# Unicodeblock Khmer
Der Unicodeblock Khmer (U+1780 bis U+17FF) enthält die Zeichen und Ziffern der Khmer-Schrift, die in Kambodscha für die Khmer-Sprache verwendet wird.
Zusätzliche Symbole, die im Mondkalender Verwendung finden, sind im Unicodeblock Khmer-Symbole enthalten.

## Liste
| Unicodenummer | Zeichen (400 %) | Kategorie                               | Bidirektionale Klasse       | Offizielle Bezeichnung               | Beschreibung                       |
| ------------- | --------------- | --------------------------------------- | --------------------------- | ------------------------------------ | ---------------------------------- |
| U+1780 (6016) | ក               | anderer Buchstabe, Silbe oder Ideogramm | links nach rechts           | KHMER LETTER KA                      | Khmer-Buchstabe Ka                 |
| U+1781 (6017) | ខ               | anderer Buchstabe, Silbe oder Ideogramm | links nach rechts           | KHMER LETTER KHA                     | Khmer-Buchstabe Kha                |
| U+1782 (6018) | គ               | anderer Buchstabe, Silbe oder Ideogramm | links nach rechts           | KHMER LETTER KO                      | Khmer-Buchstabe Ko                 |
| U+1783 (6019) | ឃ               | anderer Buchstabe, Silbe oder Ideogramm | links nach rechts           | KHMER LETTER KHO                     | Khmer-Buchstabe Kho                |
| U+1784 (6020) | ង               | anderer Buchstabe, Silbe oder Ideogramm | links nach rechts           | KHMER LETTER NGO                     | Khmer-Buchstabe Ngo                |
| U+1785 (6021) | ច               | anderer Buchstabe, Silbe oder Ideogramm | links nach rechts           | KHMER LETTER CA                      | Khmer-Buchstabe Ca                 |
| U+1786 (6022) | ឆ               | anderer Buchstabe, Silbe oder Ideogramm | links nach rechts           | KHMER LETTER CHA                     | Khmer-Buchstabe Cha                |
| U+1787 (6023) | ជ               | anderer Buchstabe, Silbe oder Ideogramm | links nach rechts           | KHMER LETTER CO                      | Khmer-Buchstabe Co                 |
| U+1788 (6024) | ឈ               | anderer Buchstabe, Silbe oder Ideogramm | links nach rechts           | KHMER LETTER CHO                     | Khmer-Buchstabe Cho                |
| U+1789 (6025) | ញ               | anderer Buchstabe, Silbe oder Ideogramm | links nach rechts           | KHMER LETTER NYO                     | Khmer-Buchstabe Nyo                |
| U+178A (6026) | ដ               | anderer Buchstabe, Silbe oder Ideogramm | links nach rechts           | KHMER LETTER DA                      | Khmer-Buchstabe Da                 |
| U+178B (6027) | ឋ               | anderer Buchstabe, Silbe oder Ideogramm | links nach rechts           | KHMER LETTER TTHA                    | Khmer-Buchstabe Ttha               |
| U+178C (6028) | ឌ               | anderer Buchstabe, Silbe oder Ideogramm | links nach rechts           | KHMER LETTER DO                      | Khmer-Buchstabe Do                 |
| U+178D (6029) | ឍ               | anderer Buchstabe, Silbe oder Ideogramm | links nach rechts           | KHMER LETTER TTHO                    | Khmer-Buchstabe Ttho               |
| U+178E (6030) | ណ               | anderer Buchstabe, Silbe oder Ideogramm | links nach rechts           | KHMER LETTER NNO                     | Khmer-Buchstabe Nno                |
| U+178F (6031) | ត               | anderer Buchstabe, Silbe oder Ideogramm | links nach rechts           | KHMER LETTER TA                      | Khmer-Buchstabe Ta                 |
| U+1790 (6032) | ថ               | anderer Buchstabe, Silbe oder Ideogramm | links nach rechts           | KHMER LETTER THA                     | Khmer-Buchstabe Tha                |
| U+1791 (6033) | ទ               | anderer Buchstabe, Silbe oder Ideogramm | links nach rechts           | KHMER LETTER TO                      | Khmer-Buchstabe To                 |
| U+1792 (6034) | ធ               | anderer Buchstabe, Silbe oder Ideogramm | links nach rechts           | KHMER LETTER THO                     | Khmer-Buchstabe Tho                |
| U+1793 (6035) | ន               | anderer Buchstabe, Silbe oder Ideogramm | links nach rechts           | KHMER LETTER NO                      | Khmer-Buchstabe No                 |
| U+1794 (6036) | ប               | anderer Buchstabe, Silbe oder Ideogramm | links nach rechts           | KHMER LETTER BA                      | Khmer-Buchstabe Ba                 |
| U+1795 (6037) | ផ               | anderer Buchstabe, Silbe oder Ideogramm | links nach rechts           | KHMER LETTER PHA                     | Khmer-Buchstabe Pha                |
| U+1796 (6038) | ព               | anderer Buchstabe, Silbe oder Ideogramm | links nach rechts           | KHMER LETTER PO                      | Khmer-Buchstabe Po                 |
| U+1797 (6039) | ភ               | anderer Buchstabe, Silbe oder Ideogramm | links nach rechts           | KHMER LETTER PHO                     | Khmer-Buchstabe Pho                |
| U+1798 (6040) | ម               | anderer Buchstabe, Silbe oder Ideogramm | links nach rechts           | KHMER LETTER MO                      | Khmer-Buchstabe Mo                 |
| U+1799 (6041) | យ               | anderer Buchstabe, Silbe oder Ideogramm | links nach rechts           | KHMER LETTER YO                      | Khmer-Buchstabe Yo                 |
| U+179A (6042) | រ               | anderer Buchstabe, Silbe oder Ideogramm | links nach rechts           | KHMER LETTER RO                      | Khmer-Buchstabe Ro                 |
| U+179B (6043) | ល               | anderer Buchstabe, Silbe oder Ideogramm | links nach rechts           | KHMER LETTER LO                      | Khmer-Buchstabe Lo                 |
| U+179C (6044) | វ               | anderer Buchstabe, Silbe oder Ideogramm | links nach rechts           | KHMER LETTER VO                      | Khmer-Buchstabe Vo                 |
| U+179D (6045) | ឝ               | anderer Buchstabe, Silbe oder Ideogramm | links nach rechts           | KHMER LETTER SHA                     | Khmer-Buchstabe Sha                |
| U+179E (6046) | ឞ               | anderer Buchstabe, Silbe oder Ideogramm | links nach rechts           | KHMER LETTER SSO                     | Khmer-Buchstabe Sso                |
| U+179F (6047) | ស               | anderer Buchstabe, Silbe oder Ideogramm | links nach rechts           | KHMER LETTER SA                      | Khmer-Buchstabe Sa                 |
| U+17A0 (6048) | ហ               | anderer Buchstabe, Silbe oder Ideogramm | links nach rechts           | KHMER LETTER HA                      | Khmer-Buchstabe Ha                 |
| U+17A1 (6049) | ឡ               | anderer Buchstabe, Silbe oder Ideogramm | links nach rechts           | KHMER LETTER LA                      | Khmer-Buchstabe La                 |
| U+17A2 (6050) | អ               | anderer Buchstabe, Silbe oder Ideogramm | links nach rechts           | KHMER LETTER QA                      | Khmer-Buchstabe Qa                 |
| U+17A3 (6051) | ឣ               | anderer Buchstabe, Silbe oder Ideogramm | links nach rechts           | KHMER INDEPENDENT VOWEL QAQ          | Khmer-unabhängiger Vokal Qaq       |
| U+17A4 (6052) | ឤ               | anderer Buchstabe, Silbe oder Ideogramm | links nach rechts           | KHMER INDEPENDENT VOWEL QAA          | Khmer-unabhängiger Vokal Qaa       |
| U+17A5 (6053) | ឥ               | anderer Buchstabe, Silbe oder Ideogramm | links nach rechts           | KHMER INDEPENDENT VOWEL QI           | Khmer-unabhängiger Vokal Qi        |
| U+17A6 (6054) | ឦ               | anderer Buchstabe, Silbe oder Ideogramm | links nach rechts           | KHMER INDEPENDENT VOWEL QII          | Khmer-unabhängiger Vokal Qii       |
| U+17A7 (6055) | ឧ               | anderer Buchstabe, Silbe oder Ideogramm | links nach rechts           | KHMER INDEPENDENT VOWEL QU           | Khmer-unabhängiger Vokal Qu        |
| U+17A8 (6056) | ឨ               | anderer Buchstabe, Silbe oder Ideogramm | links nach rechts           | KHMER INDEPENDENT VOWEL QUK          | Khmer-unabhängiger Vokal Quk       |
| U+17A9 (6057) | ឩ               | anderer Buchstabe, Silbe oder Ideogramm | links nach rechts           | KHMER INDEPENDENT VOWEL QUU          | Khmer-unabhängiger Vokal Quu       |
| U+17AA (6058) | ឪ               | anderer Buchstabe, Silbe oder Ideogramm | links nach rechts           | KHMER INDEPENDENT VOWEL QUUV         | Khmer-unabhängiger Vokal Quuv      |
| U+17AB (6059) | ឫ               | anderer Buchstabe, Silbe oder Ideogramm | links nach rechts           | KHMER INDEPENDENT VOWEL RY           | Khmer-unabhängiger Vokal Ry        |
| U+17AC (6060) | ឬ               | anderer Buchstabe, Silbe oder Ideogramm | links nach rechts           | KHMER INDEPENDENT VOWEL RYY          | Khmer-unabhängiger Vokal Ryy       |
| U+17AD (6061) | ឭ               | anderer Buchstabe, Silbe oder Ideogramm | links nach rechts           | KHMER INDEPENDENT VOWEL LY           | Khmer-unabhängiger Vokal Ly        |
| U+17AE (6062) | ឮ               | anderer Buchstabe, Silbe oder Ideogramm | links nach rechts           | KHMER INDEPENDENT VOWEL LYY          | Khmer-unabhängiger Vokal Lyy       |
| U+17AF (6063) | ឯ               | anderer Buchstabe, Silbe oder Ideogramm | links nach rechts           | KHMER INDEPENDENT VOWEL QE           | Khmer-unabhängiger Vokal Qe        |
| U+17B0 (6064) | ឰ               | anderer Buchstabe, Silbe oder Ideogramm | links nach rechts           | KHMER INDEPENDENT VOWEL QAI          | Khmer-unabhängiger Vokal Qai       |
| U+17B1 (6065) | ឱ               | anderer Buchstabe, Silbe oder Ideogramm | links nach rechts           | KHMER INDEPENDENT VOWEL QOO TYPE ONE | Khmer-unabhängiger Vokal Qoo Typ 1 |
| U+17B2 (6066) | ឲ               | anderer Buchstabe, Silbe oder Ideogramm | links nach rechts           | KHMER INDEPENDENT VOWEL QOO TYPE TWO | Khmer-unabhängiger Vokal Qoo Typ 2 |
| U+17B3 (6067) | ឳ               | anderer Buchstabe, Silbe oder Ideogramm | links nach rechts           | KHMER INDEPENDENT VOWEL QAU          | Khmer-unabhängiger Vokal Qau       |
| U+17B4 (6068) | ឴                | Markierung ohne Extrabreite             | Markierung ohne Extrabreite | KHMER VOWEL INHERENT AQ              | Khmer-Vokal angebundenes Aq        |
| U+17B5 (6069) | ឵                | Markierung ohne Extrabreite             | Markierung ohne Extrabreite | KHMER VOWEL INHERENT AA              | Khmer-Vokal angebundenes Aa        |
| U+17B6 (6070) | ា                | Markierung mit Extrabreite              | links nach rechts           | KHMER VOWEL SIGN AA                  | Khmer-Vokalzeichen Aa              |
| U+17B7 (6071) | ិ                | Markierung ohne Extrabreite             | Markierung ohne Extrabreite | KHMER VOWEL SIGN I                   | Khmer-Vokalzeichen I               |
| U+17B8 (6072) | ី                | Markierung ohne Extrabreite             | Markierung ohne Extrabreite | KHMER VOWEL SIGN II                  | Khmer-Vokalzeichen Ii              |
| U+17B9 (6073) | ឹ                | Markierung ohne Extrabreite             | Markierung ohne Extrabreite | KHMER VOWEL SIGN Y                   | Khmer-Vokalzeichen Y               |
| U+17BA (6074) | ឺ                | Markierung ohne Extrabreite             | Markierung ohne Extrabreite | KHMER VOWEL SIGN YY                  | Khmer-Vokalzeichen Yy              |
| U+17BB (6075) | ុ                | Markierung ohne Extrabreite             | Markierung ohne Extrabreite | KHMER VOWEL SIGN U                   | Khmer-Vokalzeichen U               |
| U+17BC (6076) | ូ                | Markierung ohne Extrabreite             | Markierung ohne Extrabreite | KHMER VOWEL SIGN UU                  | Khmer-Vokalzeichen Uu              |
| U+17BD (6077) | ួ                | Markierung ohne Extrabreite             | Markierung ohne Extrabreite | KHMER VOWEL SIGN UA                  | Khmer-Vokalzeichen Ua              |
| U+17BE (6078) | ើ                | Markierung mit Extrabreite              | links nach rechts           | KHMER VOWEL SIGN OE                  | Khmer-Vokalzeichen Oe              |
| U+17BF (6079) | ឿ                | Markierung mit Extrabreite              | links nach rechts           | KHMER VOWEL SIGN YA                  | Khmer-Vokalzeichen Ya              |
| U+17C0 (6080) | ៀ                | Markierung mit Extrabreite              | links nach rechts           | KHMER VOWEL SIGN IE                  | Khmer-Vokalzeichen Ie              |
| U+17C1 (6081) | េ                | Markierung mit Extrabreite              | links nach rechts           | KHMER VOWEL SIGN E                   | Khmer-Vokalzeichen E               |
| U+17C2 (6082) | ែ                | Markierung mit Extrabreite              | links nach rechts           | KHMER VOWEL SIGN AE                  | Khmer-Vokalzeichen Ae              |
| U+17C3 (6083) | ៃ                | Markierung mit Extrabreite              | links nach rechts           | KHMER VOWEL SIGN AI                  | Khmer-Vokalzeichen Ai              |
| U+17C4 (6084) | ោ                | Markierung mit Extrabreite              | links nach rechts           | KHMER VOWEL SIGN OO                  | Khmer-Vokalzeichen Oo              |
| U+17C5 (6085) | ៅ                | Markierung mit Extrabreite              | links nach rechts           | KHMER VOWEL SIGN AU                  | Khmer-Vokalzeichen Au              |
| U+17C6 (6086) | ំ                | Markierung ohne Extrabreite             | Markierung ohne Extrabreite | KHMER SIGN NIKAHIT                   | Khmer-Zeichen Nikahit              |
| U+17C7 (6087) | ះ                | Markierung mit Extrabreite              | links nach rechts           | KHMER SIGN REAHMUK                   | Khmer-Zeichen Reahmuk              |
| U+17C8 (6088) | ៈ                | Markierung mit Extrabreite              | links nach rechts           | KHMER SIGN YUUKALEAPINTU             | Khmer-Zeichen Yuukaleapintu        |
| U+17C9 (6089) | ៉                | Markierung ohne Extrabreite             | Markierung ohne Extrabreite | KHMER SIGN MUUSIKATOAN               | Khmer-Zeichen Muusikatoan          |
| U+17CA (6090) | ៊                | Markierung ohne Extrabreite             | Markierung ohne Extrabreite | KHMER SIGN TRIISAP                   | Khmer-Zeichen Triisap              |
| U+17CB (6091) | ់                | Markierung ohne Extrabreite             | Markierung ohne Extrabreite | KHMER SIGN BANTOC                    | Khmer-Zeichen Bantoc               |
| U+17CC (6092) | ៌                | Markierung ohne Extrabreite             | Markierung ohne Extrabreite | KHMER SIGN ROBAT                     | Khmer-Zeichen Robat                |
| U+17CD (6093) | ៍                | Markierung ohne Extrabreite             | Markierung ohne Extrabreite | KHMER SIGN TOANDAKHIAT               | Khmer-Zeichen Toandakhiat          |
| U+17CE (6094) | ៎                | Markierung ohne Extrabreite             | Markierung ohne Extrabreite | KHMER SIGN KAKABAT                   | Khmer-Zeichen Kakabat              |
| U+17CF (6095) | ៏                | Markierung ohne Extrabreite             | Markierung ohne Extrabreite | KHMER SIGN AHSDA                     | Khmer-Zeichen Ahsda                |
| U+17D0 (6096) | ័                | Markierung ohne Extrabreite             | Markierung ohne Extrabreite | KHMER SIGN SAMYOK SANNYA             | Khmer-Zeichen Sanyok Sannya        |
| U+17D1 (6097) | ៑                | Markierung ohne Extrabreite             | Markierung ohne Extrabreite | KHMER SIGN VIRIAM                    | Khmer-Zeichen Viriam               |
| U+17D2 (6098) | ្                | Markierung ohne Extrabreite             | Markierung ohne Extrabreite | KHMER SIGN COENG                     | Khmer-Zeichen Coeng                |
| U+17D3 (6099) | ៓                | Markierung ohne Extrabreite             | Markierung ohne Extrabreite | KHMER SIGN BATHAMASAT                | Khmer-Zeichen Bathamasat           |
| U+17D4 (6100) | ។               | andere Interpunktion                    | links nach rechts           | KHMER SIGN KHAN                      | Khmer-Zeichen Khan                 |
| U+17D5 (6101) | ៕               | andere Interpunktion                    | links nach rechts           | KHMER SIGN BARIYOOSAN                | Khmer-Zeichen Bariyoosan           |
| U+17D6 (6102) | ៖               | andere Interpunktion                    | links nach rechts           | KHMER SIGN CAMNUC PII KUUH           | Khmer-Zeichen Camnuc Pi Kuuh       |
| U+17D7 (6103) | ៗ               | modifizierender Buchstabe               | links nach rechts           | KHMER SIGN LEK TOO                   | Khmer-Zeichen Lek Too              |
| U+17D8 (6104) | ៘               | andere Interpunktion                    | links nach rechts           | KHMER SIGN BEYYAL                    | Khmer-Zeichen Beyyal               |
| U+17D9 (6105) | ៙               | andere Interpunktion                    | links nach rechts           | KHMER SIGN PHNAEK MUAN               | Khmer-Zeichen Phnaek Muan          |
| U+17DA (6106) | ៚               | andere Interpunktion                    | links nach rechts           | KHMER SIGN KOOMUUT                   | Khmer-Zeichen Koomuut              |
| U+17DB (6107) | ៛               | Währungssymbol                          | europäisches Schlusszeichen | KHMER CURRENCY SYMBOL RIEL           | Khmer-Währungssymbol Riel          |
| U+17DC (6108) | ៜ               | anderer Buchstabe, Silbe oder Ideogramm | links nach rechts           | KHMER SIGN AVAKRAHASANYA             | Khmer-Zeichen Avakrahasanya        |
| U+17DD (6109) | ៝                | Markierung ohne Extrabreite             | Markierung ohne Extrabreite | KHMER SIGN ATTHACAN                  | Khmer-Zeichen Atthacan             |
| U+17E0 (6112) | ០               | Dezimalziffer                           | links nach rechts           | KHMER DIGIT ZERO                     | Khmer-Ziffer Null                  |
| U+17E1 (6113) | ១               | Dezimalziffer                           | links nach rechts           | KHMER DIGIT ONE                      | Khmer-Ziffer Eins                  |
| U+17E2 (6114) | ២               | Dezimalziffer                           | links nach rechts           | KHMER DIGIT TWO                      | Khmer-Ziffer Zwei                  |
| U+17E3 (6115) | ៣               | Dezimalziffer                           | links nach rechts           | KHMER DIGIT THREE                    | Khmer-Ziffer Drei                  |
| U+17E4 (6116) | ៤               | Dezimalziffer                           | links nach rechts           | KHMER DIGIT FOUR                     | Khmer-Ziffer Vier                  |
| U+17E5 (6117) | ៥               | Dezimalziffer                           | links nach rechts           | KHMER DIGIT FIVE                     | Khmer-Ziffer Fünf                  |
| U+17E6 (6118) | ៦               | Dezimalziffer                           | links nach rechts           | KHMER DIGIT SIX                      | Khmer-Ziffer Sechs                 |
| U+17E7 (6119) | ៧               | Dezimalziffer                           | links nach rechts           | KHMER DIGIT SEVEN                    | Khmer-Ziffer Sieben                |
| U+17E8 (6120) | ៨               | Dezimalziffer                           | links nach rechts           | KHMER DIGIT EIGHT                    | Khmer-Ziffer Acht                  |
| U+17E9 (6121) | ៩               | Dezimalziffer                           | links nach rechts           | KHMER DIGIT NINE                     | Khmer-Ziffer Neun                  |
| U+17F0 (6128) | ៰               | anderes Zahlzeichen                     | anderes neutrales Zeichen   | KHMER SYMBOL LEK ATTAK SON           | Khmer-Symbol Lek Attak Son         |
| U+17F1 (6129) | ៱               | anderes Zahlzeichen                     | anderes neutrales Zeichen   | KHMER SYMBOL LEK ATTAK MUOY          | Khmer-Symbol Lek Attak Muoy        |
| U+17F2 (6130) | ៲               | anderes Zahlzeichen                     | anderes neutrales Zeichen   | KHMER SYMBOL LEK ATTAK PII           | Khmer-Symbol Lek Attak Pii         |
| U+17F3 (6131) | ៳               | anderes Zahlzeichen                     | anderes neutrales Zeichen   | KHMER SYMBOL LEK ATTAK BEI           | Khmer-Symbol Lek Attak Bei         |
| U+17F4 (6132) | ៴               | anderes Zahlzeichen                     | anderes neutrales Zeichen   | KHMER SYMBOL LEK ATTAK BUON          | Khmer-Symbol Lek Attak Buon        |
| U+17F5 (6133) | ៵               | anderes Zahlzeichen                     | anderes neutrales Zeichen   | KHMER SYMBOL LEK ATTAK PRAM          | Khmer-Symbol Lek Attak Pram        |
| U+17F6 (6134) | ៶               | anderes Zahlzeichen                     | anderes neutrales Zeichen   | KHMER SYMBOL LEK ATTAK PRAM-MUOY     | Khmer-Symbol Lek Attak Pram-Muoy   |
| U+17F7 (6135) | ៷               | anderes Zahlzeichen                     | anderes neutrales Zeichen   | KHMER SYMBOL LEK ATTAK PRAM-PII      | Khmer-Symbol Lek Attak Pram-Pii    |
| U+17F8 (6136) | ៸               | anderes Zahlzeichen                     | anderes neutrales Zeichen   | KHMER SYMBOL LEK ATTAK PRAM-BEI      | Khmer-Symbol Lek Attak Pram-Bei    |
| U+17F9 (6137) | ៹               | anderes Zahlzeichen                     | anderes neutrales Zeichen   | KHMER SYMBOL LEK ATTAK PRAM-BUON     | Khmer-Symbol Lek Attak Pram-Buon   |

Anmerkungen
1. ↑  Statt Nno ist Nna gemeint (siehe Unicode Technical Note #27). Da einmal vergebene Bezeichner aus Stabilitätsgründen nachträglich vom Unicode-Konsortium nicht mehr geändert werden, wurde er beibehalten.
2. ↑  Statt Sso ist Ssa gemeint (siehe Unicode Technical Note #27). Da einmal vergebene Bezeichner aus Stabilitätsgründen nachträglich vom Unicode-Konsortium nicht mehr geändert werden, wurde er beibehalten.